# Lydie Schmit
Lydie Schmit (n. 31 ianuarie 1939, Esch-sur-Alzette – d. 7 aprilie 1988) a fost un om politic luxemburghez, membru al Parlamentului European în perioada 1984-1989 din partea Luxemburgului. 